# Бурен-Хемский сумон
Бурен-Хемский сумон — административно-территориальная единица (сумон) и муниципальное образование со статусом сельского поселения в Каа-Хемском кожууне Тывы Российской Федерации.
Административный центр и единственный населённый пункт сумона — село Бурен-Хем.

## Население
| 2017 | 2018  |
| ---- | ----- |
| 1031 | ↗1038 |